# زولتان كوفاتش (سياسي)
زولتان كوفاتش (بالمجرية: Kovács Zoltán)‏ هو مؤرخ وسياسي مجري، ولد في 1969 في المجر.